# FK Charków
FK Charków (ukr. Футбольний клуб «Харків», Futbolnyj Kłub "Charkiw") – ukraiński klub piłkarski z siedzibą w Charkowie. Założony w roku 2005.

## Historia
Chronologia nazw:
- 2005—...: FK Charków (ukr. ФК «Харків»)

Klub FK Charków został założony w roku 2005 na bazie klubu Arsenał Charków, który po sezonie 2004/05 awansował do Wyszczej Lihi, ale ustąpił miejsce w lidze nowo założonemu klubowi, któremu notarialnie przekazał prawo na piłkarzy i trenerów, a sam rozpoczął następny sezon w Druhiej Lidze.
FK Charków od sezonu 2005/06 występował w najwyższej klasie rozgrywkowej pod obecną nazwą. W sezonie 2008/09 zajął ostatnie 16. miejsce i spadł do Perszej Lihi.
W następnym sezonie również zajął spadkowe 17. miejsce, ale 23 czerwca 2010 przez problemy finansowe klubu i zobowiązania przed piłkarzami Ukraiński Związek Piłki Nożnej odebrał status klubu profesjonalnego i FK Charków rozpoczął sezon 2010/2011 w rozgrywkach amatorskich.

## Sukcesy
- 12. miejsce w Wyszczej Lidze (1 x):

2006/07

## Trenerzy
- 07.2005–06.2006:  Hennadij Łytowczenko
- 07.2006–11.2006:  Wołodymyr Kułajew
- 11.2006–28.11.2006:  Mychajło Stelmach (p.o.)
- 28.11.2006–06.2008:  Wołodymyr Bezsonow
- 07.2008–06.2010:  Mychajło Stelmach
- 06.2010–2010:  Rinat Morozow